# Albert von Mutius (juriste)
Ne doit pas être confondu avec Albert von Mutius (général).
Albert von Mutius (né le 6 août 1942 à Swinemünde) est un juriste allemand  Il occupe la chaire de droit public et de sciences administratives à l'Université Christian-Albert de Kiel.

## Biographie
De 1962 à 1966, von Mutius étudie le droit, la sociologie et l'économie à l'Université de Kiel. En 1966, il réussit le premier examen d'État juridique, en 1969, il obtient son doctorat à Kiel sur le sujet de la procédure d'opposition du VwGO en tant que procédure administrative et exigence de processus. En 1970, il réussit ensuite le deuxième examen d'État en droit à Hambourg et acquit une expérience pratique dans l'administration locale. En outre, il travaille jusqu'en 1974 comme assistant scientifique à l'Institut des sciences municipales de l'Université de Münster. En 1974, von Mutius est habilité dans les matières de droit public et d'administration. Cela est suivi par l'enseignement à l'Université de Münster, suivi en 1975 par des postes de professeur temporaire aux universités de Bochum, Bonn et Mayence. En 1976, il est appelé à la chaire de droit public et d'administration de l'Université de Mayence. Il travaille à l'Université de Kiel depuis 1979. Il y est également membre du conseil d'administration de l'Institut Lorenz-von-Stein des sciences administratives (de) jusqu'en 2004. À la fin du semestre d'été 2007, il prend sa retraite.